# Wings of Hope
 (mai 2009).
Wings of Hope (en français, Les Ailes de l'espoir) est une organisation à but non lucratif basée aux États-Unis et active dans plusieurs pays à travers le monde. Sa mission est de fournir des vols d’évacuation médicale et de faciliter l'accès aux soins, notamment en matière de médecine générale et d'hospitalisation, pour les communautés isolées. Wings of Hope propose également un service de transport aérien médical gratuit pour les personnes résidant dans un rayon de 1 450 km (900 miles) autour de son siège social de Saint-Louis. L'organisation a été nommée à deux reprises pour le prix Nobel de la paix et a obtenu la note maximale de 4 étoiles sur Charity Navigator. En 2019, Wings of Hope a fourni des services à près de 73 000 personnes dans le monde.

## Histoire
L'ONG "Les Ailes de l'Espoir" a été fondée en 1963 par quatre hommes d’affaires de Saint-Louis : William Edwards, Joseph Fabick (Fabick Tractor Company), Paul Rodgers (V.P., Ozark Air Lines) et George Haddaway. Son siège social est situé à Saint-Louis, dans le Missouri. L'histoire d’une jeune religieuse, Sœur Michael Therese Ryan, qui pilotait un Piper PA-18 Super Cub pour aider les victimes de la famine dans la région reculée de Turkana au Kenya, leur a donné l'idée de collecter des fonds pour financer un avion plus puissant et entièrement métallique afin d'améliorer l'aide.
Après que les fondateurs ont levé le capital nécessaire pour un nouveau Cessna U206, l'aviateur Max Conrad a conduit l’avion de Saint-Louis à Nairobi. L’histoire a été très médiatisée[réf. nécessaire]. Depuis, Wings of Hope est devenu une organisation mondiale à but non lucratif travaillant dans 10 pays.

## Opérations et programmes
Les Ailes de l'Espoir s’associent à des organisations locales dans dix pays en dehors des États-Unis, utilisant l’aviation pour les aider à fournir des ressources de soins de santé aux communautés isolées. En 2021, Wings of Hope opérait au Belize, au Cambodge, en Colombie, en Équateur, en Haïti, au Nicaragua, en Papouasie-Nouvelle-Guinée, au Paraguay, en Tanzanie et en Zambie.
Les Ailes de l'espoir est une association strictement humanitaire : elle est areligieuse et apolitique. Elle refuse le soutien du gouvernement américain, et ne fournit pas de ressources aux gouvernements étrangers. L'organisation cherche principalement à fournir des ressources pour diminuer la pauvreté, et participer à la prolongation de la vie de personnes souffrantes, au travers de ses services comme le MAT (Medicalized Aerial Transport, pour transport aérien médicalisé).
La majeure partie de ses efforts est dirigée vers :
- les services médicaux ;
- l'éducation ;
- le développement des communautés ;
- la nourriture soutenable ;
- les micro-emprunts pour les entreprises dirigées par des femmes ;
- l'amélioration matérielle des infrastructures ;
- les négociations de paix.

### Le transport aérien médicalisé (MAT)
Le système de transport aérien médicalisé (MAT) est un service unique proposé par Les Ailes de l'Espoir dans 22 états des États-Unis. Le TAPIS[Quoi ?] organise des services de santé avancés, surtout pour des enfants qui ont des pathologies congénitales, transportés et soignés jusqu'à la fin de leurs traitements. C'est un service gratuit, qui n'est remboursé ni par les assurances ni par le gouvernement.

### Soutiens célèbres
Tiré du site internet des Ailes de l'espoir :
- Brigadier Général Chuck Yeager, le premier pilote à avoir voyagé plus rapidement que la vitesse du son ;
- Général Colin Powell, ancien chef d'État-Major des armées et ancien secrétaire d'État américain ;
- Elizabeth Dole, ancienne sénatrice de Caroline du Nord ;
- Sanford N. McDonnell (en), ancien PDG de McDonnell Douglas ;
- Alan K. Simpson, ancien sénateur du Wyoming ;
- Thomas Stafford, un des 21 astronautes à avoir voyagé jusqu'à la lune ;
- Sherrill Kazan Alvarez, présidente WCPUN (World Council of Peoples for the United Nations) ;
- Justin Francis Rigali, archevêque cardinal de Philadelphie ;
- Kurt Russell, acteur ;
- Dolores Hope, chanteuse, philanthrope et veuve de l’acteur Bob Hope ;
- Arnold Palmer, joueur de golf professionnel ;
- John Danforth, ancien sénateur du Missouri ;
- Harrison Ford, acteur et pilote ;
- Stan Musial, joueur retraité de baseball professionnel.